# つくとり
『つくとり』は、Rúfが2007年5月25日に発売したアダルトゲームである。

## 内容
ルートは3つあり、いずれも事件編と解決編に分かれている。そして、解決編までをクリアすると、グランドルートに相当する神代編が解放される。

### プロローグ
田舎町・武蔵野府月鳥町では、毎年「ツクトリ」という神様をあがめる祭りが行われていたが、そのたびに死体が木につるされる事件が起きており、今回の犠牲者は、町にある研究施設HAOMAラボラトリーの主任研究員アーサー・F・フォレストだった。
カメラマンの主人公・橋上 郁は仕事のためにこの地へ向かっていたところ、この事件を捜査する女刑事・久十生 寧と出会い、彼女の手伝いをすることになった。
住民たちは一連の事件の犠牲者をかたくなに「ツクトリ様の生贄」として扱い、捜査に非協力的だった。それでも郁はこれが人為的なものだとして捜査を続ける。

## 登場人物
橋上 郁（はしがみ かおる）
本作の主人公であるカメラマン。
人問 綺子（ひととい あやこ）
声：茶谷やすら
月鳥町にある神社の巫女兼人問一族の総代。同世代の女性に比べると内気であるほか、早くに両親を亡くしたためか、やや言動が幼い。
森下 ルル（もりした るる）
声：愛☆美奈子
月鳥町の総合病院・森下医院の院長・森下 靜眞の次女で、綺子の幼馴染でもある。
森下 弥生（もりした やよい）
声：一色ヒカル
ルルの姉。病で伏せる父に代わり、森下医院の院長代理を務める。ただし、本人は医師免許を持っていないため、経営のみである。
久十生 寧（くどう ねい）
声：このかなみ
武蔵野府警刑事部捜査第1課の警部。
人問 韵
綺子の兄で、15歳だった彼女をかばって事故に遭い、失明した。以来、一族の総代となった妹の補佐をしているほか、祭事の祭主も務める。妹を溺愛するあまり、近隣住民から奇異な目で見られている。

### HAOMAラボラトリー
氷谷 準（ひたに じゅん）
声：町田あみ
アーサー・F・フォレストの後任として研究主任となった女性。
アル・アンダーウッド
HAOMAラボラトリーの所長。全身に包帯がまかれた状態で、移動には車いすを用いている。また、発話が困難であり、事実上の世話人であるグリューンが代弁している。
グリューン・シュヴァルツカップ
声：松園ルイ
アンダーウッドが研究所設立に際して連れてきた女性。表向きは事務員として登録されているが、事実上アンダーソンの世話人である。
杳（はるか）
声：まきいづみ
アンダーウッドが研究所設立に際して連れてきた少女。